# Pleume
Pleume (en griego, Πλεύμε) fue una antigua ciudad griega de la península Calcídica, probablemente ubicada en el territorio de Botiea. 
Perteneció a la Liga de Delos puesto que aparece en los registros de tributos a Atenas de los años 434/4 y 429/8 a. C. donde pagaba un phoros de 1000 dracmas y también en el decreto de evaluación de tributos del año 422/1 a. C.